# Mouans-Sartoux
Mouans-Sartoux település Franciaországban, Alpes-Maritimes megyében. Lakosainak száma 10 847 fő (2022. január 1.). Mouans-Sartoux Grasse, Mougins, Pégomas, La Roquette-sur-Siagne, Valbonne és Châteauneuf-Grasse községekkel határos.

## Népesség
A település népességének változása:
| Lakosok száma | 2873 | 5119 | 7989 | 10 203 | 10 274 | 9991 | 9701 | 9887 | 10 215 | 10 847 |
|               | 1968 | 1982 | 1990 | 2006   | 2011   | 2016 | 2017 | 2019 | 2020   | 2022   |